# Добинс (Калифорнија)
Добинс (енгл. Dobbins) насељено је место без административног статуса у америчкој савезној држави Калифорнија.

## Демографија
По попису из 2010. године број становника је 624.
| Група             | 2000.    | 2010.       |
| Белци             | 0 (0,0%) | 508 (81,4%) |
| Афроамериканци    | 0 (0,0%) | 5 (0,8%)    |
| Азијати           | 0 (0,0%) | 6 (1,0%)    |
| Хиспаноамериканци | 0 (0,0%) | 28 (4,5%)   |
| Укупно            | 0        | 624         |